# Nomada subrutila
Nomada subrutila là một loài Hymenoptera trong họ Apidae. Loài này được Lovell & Cockerell mô tả khoa học năm 1905.